# Szignumfüggvény

A szignumfüggvény grafikonja

A szignumfüggvény vagy előjelfüggvény egy elemi egyváltozós valós függvény, értéke a független változó negatív értékei esetén -1, pozitív értékei esetén +1, nullában pedig nulla.

## Lehetséges definíciói
vagy, az Iverson-féle zárójeles jelölést használva:
esetleg a H(x) Heaviside-függvényt felhasználva:
illetve az alsó egészrész és az abszulútérték függvények használatával:

## Analitikus tulajdonságok

### Folytonosság
A 0-t kivéve az értelmezési tartomány minden pontjában folytonos, 0-ban nem folytonos (nem megszüntethető szakadási hely) sem balról, sem jobbról.

### Derivált
Deriváltja az x = 0 kivételével mindenütt 0, tehát 
 
tehát a szignumfüggvény deriváltja a konstans 0 függvénynek az ℝ\{0} halmazra való leszűkítése.
Azonban ha úgy tekintjük, hogy a deriváltfüggvény értékei a kibővített valós számok halmazából (ℝ∪{±∞}) is vehetnek fel értéket, akkor a 0 helyen is létezik a derivált éspedig értéke +∞ (mivel e helyen a jobb és bal oldali derivált egyaránt +∞). Ezen kívül a differenciálhatóság hagyományos fogalmától eltérő értelemben szintén létezik a deriváltja. A derivált az úgy nevezett disztribúciók körében nem más mint a kétszeres Dirac-deltafüggvény, azaz a 2δ(x).

### Integrál
Integrálja az abszolútérték-függvény: 

## Algebrai tulajdonságok
Alapvető tulajdonság, hogy bármely valós szám a szám abszolút értékének és előjelének a szorzata:
Ennélfogva, ha x ≠ 0, érvényes:
Ezt az egyenlőséget mint definíciót elfogadva, lehetőség van a függvény nem nulla komplex számokra való értelmezésének.

### Multiplikativitás
Multiplikatív („erős” értelemben), azaz tetszőleges x,y valós számokra:
Ha ugyanis x vagy y nulla, akkor és csak akkor sgn(x) vagy sgn(y) is nulla, s így sgn(xy) = sgn(0) = 0 = sgn(x)sgn(y). Egyébként sgn(xy) nem nulla, tehát 1 vagy -1. Akkor és csak akkor -1, ha xy negatív, azaz a tényezők előjele különbözik; azaz ha x>0 és y<0 - és ekkor sgn(x)sgn(y) = 1·(-1) = -1 = sgn(xy) - vagy ha x<0 és y>0, és ekkor sgn(x)sgn(y) = (-1)·1 = -1 = sgn(xy). Hasonlóan, sgn(xy) akkor és csak akkor 1, ha xy>0, azaz ha x és y előjele megegyezik, és ez esetben vagy mindkettő helyen +1-et vesz fel a függvény és így sgn(x)sgn(y) = 1·1 = 1 = sgn(xy), vagy mindkettő helyen -1-et, s így szintén sgn(x)sgn(y) = (-1)·(-1) = 1 = sgn(xy) .

### Iteráció-invariancia
Az iteráció (önmagára alkalmazás) műveletére nézve fixpontként viselkedik a függvény, azaz bármely pozitív rendű iteráltja önmaga:
Teljes indukcióval látható ez be: n=1-re az elsőrendű iteráció definíciója szerint sgn<1>(x) = sgn(x); n=2-re pedig 
teljesül, mert az x>0 esetben sgn(x)=1 és ekkor sgn(sgn(x))=sgn(1)=1=sgn(x); az x=0 esetben sgn(sgn(0))=sgn(0)=0=sgn(0), tehát most is sgn(sgn(x))=sgn(x); végül az x<0 esetben sgn(x)=-1 és ekkor sgn(sgn(x))=sgn(-1)=-1=sgn(x). Valamely n>1-re pedig ha igaz, hogy sgn<n>(x) = sgn(x), akkor
sgn<n+1>(x) := sgn(sgn<n>(x)) = sgn(sgn(x)=sgn(x), QED.

## Lásd még
- Heaviside-függvény